# Колоннада (яйцо Фаберже)
«Колоннада» — ювелирное яйцо, одно из пятидесяти двух императорских пасхальных яиц, изготовленных фирмой Карла Фаберже для русской императорской семьи. Яйцо было создано по заказу Николая II в 1910 году, в качестве подарка его жене Александре Фёдоровне на Пасху 1910 года. Поступило из Валютного фонда Наркомфина в 1927 году. Хранится в Королевской коллекции короля Карла III, Лондон, (Великобритания).

## Описание
Пасхальное ювелирное яйцо-часы «Колоннада» фирмы Фаберже посвящено рождению долгожданного наследника престола царевича Алексея в 1904 году. Яйцо является своеобразной аллегорией и представляет собой храм любви (колоннаду), в котором пара голубей символизирует императора и его супругу, херувимы — четырёх дочерей императора: Ольгу, Татьяну, Марию и Анастасию, а Купидон (Амур) символизирует новорожденного царевича Алексея. Изготовлено из бовенита, золота, серебра, платины, украшено алмазами и бледной розово-белой эмалью. Ювелирное яйцо эмалировано переливчатой бледной розово-белой эмалью и окружено циферблатом, покрытым эмалью, а цифры выполнены из алмазов. На вершине пасхального яйца находится Купидон из золота. Четыре серебряные позолоченные фигуры, олицетворяющие четырёх дочерей императора России, размещены вокруг основы и связаны цветочной гирляндой из золота. Два платиновых голубя размещены в пределах круга колон. Часы устроены таким образом, чтобы неподвижные стрелки указывали на цифры вращающегося циферблата (ранние фотографии и описания указывают, что Купидон держал в руке часовую стрелку).

## Сюрприз
Поскольку данное яйцо представляет собой работающий часовой механизм, оно не содержит сюрприза.

## Владельцы
Император Николай II подарил яйцо «Колоннада» своей жене Александре Фёдоровне на Пасху 1910 года. После Октябрьской революции, вместе с другими сокровищами императорской семьи, оно было конфисковано большевиками. В 1927 году ювелирное пасхальное яйцо Фаберже «Колоннада» стало одним из девяти яиц, проданных Всесоюзным объединением «Антиквариат» Эмануэлю Сноуману, Лондон. В 1929 продано Королю Георгу V и королеве Мэри, Великобритания. В 1953 году унаследовано королевой Елизаветой II, после её смерти в 2022 году яйцо перешло к её сыну королю Карлу III, хранится в Британской королевской коллекции.
Кроме «Колоннады» (1910), в Британской королевской коллекции (англ. The Royal Collection) хранятся ещё два императорских ювелирных пасхальных яйца, изготовленных фирмой Фаберже и одно, из так называемых пасхальных яиц Кельха, также изготовленное фирмой:
- Корзинка цветов (1901)[7];
- Мозаичное (1914)[8];
- Яйцо с панелями (1899)[9] — одно из семи яиц, заказанных русским предпринимателем А. Ф. Кельхом в подарок своей жене[10] Варваре Кельх-Базановой[11] (изготовил ювелир фирмы Фаберже — Михаил Перхин).